# Garanti Koza Tournament of Champions 2014
Garanti Koza Tournament of Champions 2014 představoval jeden ze dvou závěrečných tenisových turnajů ženské profesionální sezóny 2014 pro nejlepší hráčky okruhu, které nestartovaly na předcházejícím Turnaji mistryň, a to podle specifických kritérií. Herní systém měl naposledy formát dvou základních skupin. Dvě nejlepší tenistky z každé skupiny postoupily do semifinále, které se již hrálo vyřazovacím systémem. Celkové odměny činily 750 000 dolarů.
Turnaj se konal mezi 28. říjnem až 2. listopadem potřetí a naposledy v bulharském hlavním městě Sofii. Probíhal na krytém dvorci s tvrdým povrchem v aréně Armeec. Představoval závěrečnou událost roku v kategorii WTA Championships.
Rumunská obhájkyně titulu Simona Halepová se turnaje nezúčastnila, když v roli světové čtyřky startovala na Turnaji mistryň. Vítězkou se německá tenistka Andrea Petkovicová, která ve finále zdolala Italku Flavii Pennettaovou po třísetovém průběhu.

## Formát
Soutěže dvouhry se účastnilo osm hráček, z nichž každá nastoupila ke třem vzájemným zápasům v jedné ze dvou čtyřčlenných základních skupin – Serdika a Sredets. První dvě tenistky z každé skupiny postoupily do semifinále, které již bylo odehráno vyřazovacím systémem pavouka. První ze skupiny Serdika se utkala s druhou ze skupiny Sredets a naopak. Vítězky semifinále se pak střetly ve finále o turnajový titul.

### Kritéria pořadí v základní skupině
Konečné pořadí v základní skupině se řídilo následujícími kritérii:
1. největší počet vyhraných utkání
2. největší počet odehraných utkání; nebo
3. pokud měly dvě hráčky stejný počet výher, pak rozhodlo jejich vzájemné utkání; pokud měly tři hráčky stejný počet výher, pak:

a) tenistka, která odehrála méně než tři utkání byla automaticky vyřazena a dále postoupila hráčka, jež vyhrála vzájemný zápas mezi dvěma zbývajícími; nebo
b) dalším kritériem bylo nejvyšší procento vyhraných setů; nebo
c) dalším kritériem bylo nejvyšší procento vyhraných her.

## Body a finanční odměny
Celkový rozpočet turnaje činil 750 000 amerických dolarů.
| Výsledek                   | Dvouhra        | Body 1)    |
| -------------------------- | -------------- | ---------- |
| vítězka                    | ZS2) + 190 000 | ZS2) + 195 |
| finalistka                 | ZS2) + 65 000  | ZS2) + 75  |
| semifinalistky             | ZS2) + 10 000  | ZS2)       |
| základní skupina (3 výhry) | 80 000         | 180        |
| základní skupina (2 výhry) | 65 000         | 145        |
| základní skupina (1 výhra) | 50 000         | 110        |
| základní skupina (0 výher) | 35 000         | 75         |
| náhradnice                 | 7 500          | 0          |

- 1) za každý zápas získala hráčka automaticky 25 bodů, za každou výhru v základní skupině pak dalších 35 bodů,
- 2) ZS – bodový či finanční zisk v základní skupině,
- Náhradnice získaly 7 500 dolarů, pokud nezasáhly do turnaje.

## Kvalifikační kritéria
Turnaje konaného pouze ve dvouhře se účastnilo osm hráček (včetně dvou startujících na divokou kartu). Prvních šest tenistek si účast zajistilo splněním dvou kritérií. Nastoupit mohly nejvýše postavené hráčky na singlovém žebříčku WTA v pondělní aktualizaci v týden startu turnaje, které se neúčastnily Turnaje mistryň. Druhou podmínkou byla výhra ve dvouhře na některém z turnajů kategorie WTA International Tournaments v sezóně WTA Tour 2014.
Divoké karty obdržely 41. hráčka žebříčku Cvetana Pironkovová z Bulharka a italská světová patnáctka Flavia Pennettaová, která by splnila žebříčkové kritérium, ale rovněž jako Bulharka nevyhrála žádnou trofeje z příslušné kategorie.

### Vítězky turnajů kategorie International 2014
Tabulka uvádí hráčky, které v sezóně 2014 vyhrály alespoň jeden turnaj kategorie International, čímž splnily jedno ze dvou kritérií.
| Hráčka                       | stát                   | titul              |
| ---------------------------- | ---------------------- | ------------------ |
| Ana Ivanovićová              | Srbsko                 | Auckland Monterrey |
| Li Na                        | Čína                   | Šen-čen            |
| Garbiñe Muguruzaová          | Španělsko              | Hobart             |
| Jekatěrina Makarovová        | Rusko                  | Pattaya            |
| Kurumi Naraová               | Japonsko               | Rio de Janeiro     |
| Klára Koukalová              | Česko                  | Florianópolis      |
| Dominika Cibulková           | Slovensko              | Acapulco           |
| Alizé Cornetová              | Francie                | Katovice           |
| Caroline Garciaová           | Francie                | Bogotá             |
| Donna Vekićová               | Chorvatsko             | Kuala Lumpur       |
| María Teresa Torrová Florová | Španělsko              | Marrakéš           |
| Carla Suárezová Navarrová    | Španělsko              | Oeiras             |
| Mónica Puigová               | Portoriko              | Štrasburk          |
| Eugenie Bouchardová          | Kanada                 | Norimberk          |
| Coco Vandewegheová           | Spojené státy americké | 's-Hertogenbosch   |
| Andrea Petkovicová           | Německo                | Bad Gastein        |
| Simona Halepová              | Rumunsko               | Bukurešť           |
| Caroline Wozniacká           | Dánsko                 | İstanbul           |
| Mona Barthelová              | Německo                | Bastad             |
| Elina Svitolinová            | Ukrajina               | Baku               |
| Světlana Kuzněcovová         | Rusko                  | Washington, D.C.   |
| Karin Knappová               | Itálie                 | Taškent            |
| Sabine Lisická               | Německo                | Hongkong           |
| Mirjana Lučićová Baroniová   | Chorvatsko             | Quebec             |
| Monica Niculescuová          | Rumunsko               | Kanton             |
| Karolína Plíšková            | Česko                  | Soul Linec         |
| Alison Riskeová              | Spojené státy americké | Tchien-ťin         |
| Samantha Stosurová           | Austrálie              | Ósaka              |
| Annika Becková               | Německo                | Lucemburk          |

### Kvalifikované hráčky
Dvě divoké karty původně obdržely Cvetana Pironkovová a Srbka Jelena Jankovićová. Ta se však 11. října odhlásila a její karta přešla na Flavii Pennettaovou. Dne 23. října pak odstoupila Samantha Stosurová pro zranění nohy. Na turnaji ji nahradila Španělka Garbiñe Muguruzaová.
| Kvalifikované hráčky žebříček WTA k 20. říjnu 2014 | Kvalifikované hráčky žebříček WTA k 20. říjnu 2014 | Kvalifikované hráčky žebříček WTA k 20. říjnu 2014 | Kvalifikované hráčky žebříček WTA k 20. říjnu 2014 |
| nasazení                                           | hráčka                                             | WTA                                                | vyhrané turnaje                                    |
| -------------------------------------------------- | -------------------------------------------------- | -------------------------------------------------- | -------------------------------------------------- |
| Turnaj mistryň                                     | Simona Halepová                                    | 4.                                                 | Bukurešť                                           |
| Turnaj mistryň                                     | Eugenie Bouchardová                                | 5.                                                 | Norimberk                                          |
| Turnaj mistryň                                     | Ana Ivanovićová                                    | 7.                                                 | Auckland Monterrey                                 |
| Turnaj mistryň                                     | Caroline Wozniacká                                 | 8.                                                 | İstanbul                                           |
| konec kariéry                                      | Li Na                                              | 9.                                                 | Šen-čen                                            |
| 1.                                                 | Jekatěrina Makarovová                              | 11.                                                | Pattaya                                            |
| 2.                                                 | Dominika Cibulková                                 | 12.                                                | Acapulco                                           |
| 3.                                                 | Flavia Pennettaová                                 | 15.                                                | divoká karta                                       |
| 4.                                                 | Andrea Petkovicová                                 | 17.                                                | Bad Gastein                                        |
| 5.                                                 | Carla Suárezová Navarrová                          | 18.                                                | Oeiras                                             |
| 6.                                                 | Alizé Cornetová                                    | 20.                                                | Katovice                                           |
| odhlášena                                          | Samantha Stosurová                                 | 21.                                                | Ósaka                                              |
| 7.                                                 | Garbiñe Muguruzaová                                | 23.                                                | Hobart                                             |
| 8.                                                 | Cvetana Pironkovová                                | 41.                                                | divoká karta                                       |
| náhradnice                                         | Karolína Plíšková                                  | 24.                                                | Soul Linec                                         |
| náhradnice                                         | Elina Svitolinová                                  | 30.                                                | Baku                                               |

## Předešlý poměr vzájemných zápasů
|    |                        | Makarova | Cibulková | Pennetta | Petkovic | Suárez | Cornet | Muguruza | Pironkova | Celkem | V/P 2014 |
| 1. | Jekatěrina Makarovová  |          | 0–3       | 0–4      | 4–1      | 3–2    | 0–0    | 2–1      | 0–1       | 9–12   | 41–19    |
| 2. | Dominika Cibulková     | 3–0      |           | 1–5      | 1–2      | 1–0    | 3–0    | 0–2      | 6–1       | 15–10  | 31–23    |
| 3. | Flavia Pennettaová     | 4–0      | 5–1       |          | 2-2      | 3–2    | 4–0    | 0–1      | 3–0       | 21–6   | 30–18    |
| 4. | Andrea Petkovicová     | 1–4      | 2–1       | 2–2      |          | 2–1    | 1–4    | 1–0      | 0–1       | 9-13   | 38–22    |
| 5. | Carla Suárez Navarrová | 2–3      | 0–1       | 2–3      | 1–2      |        | 2–3    | 0–0      | 3–0       | 10–12  | 49–23    |
| 6. | Alizé Cornetová        | 0–0      | 0–3       | 0–4      | 4–1      | 3–2    |        | 0–1      | 0–2       | 7–13   | 37–24    |
| 7. | Garbiñe Muguruzaová    | 1–2      | 2–0       | 1–0      | 0–1      | 0–0    | 1–0    |          | 1–2       | 6–5    | 38–20    |
| 8. | Cvetana Pironkovová    | 1–0      | 1–6       | 0–3      | 1–0      | 0–3    | 2–0    | 2–1      |           | 7–13   | 26–21    |

Přehled uvádí poměr vzájemných zápasů hráček před turnajem, stejně jako jejich bilanci vítězných a prohraných utkání v sezóně 2014 (V/P 2014).

## Finálová fáze

### Semifinále: 1. listopadu 2014
| Fáze       | Vítězka                | Poražená                      | Výsledek |
| ---------- | ---------------------- | ----------------------------- | -------- |
| Semifinále | Andrea Petkovicová [4] | Garbiñe Muguruzaová [7]       | 6–1, 6–4 |
| Semifinále | Flavia Pennettaová [3] | Carla Suárezová Navarrová [5] | 6–4, 6–2 |

### Finále: 2. listopadu 2014
| Fáze   | Vítězka                | Poražená               | Výsledek      |
| ------ | ---------------------- | ---------------------- | ------------- |
| Finále | Andrea Petkovicová [4] | Flavia Pennettaová [3] | 1–6, 6–4, 6–3 |